# Joachim Piecuch
Joachim Piecuch (ur. 1956 w Gogolinie) – dr hab. nauk humanistycznych w zakresie filozofii, mgr teologii, polski duchowny katolicki.

## Życiorys
Studia teologiczne odbywał na Wyższym Seminarium Duchownym w Nysie, a wiedzę specjalistyczną uzupełnił na Katolickim Uniwersytecie Lubelskim oraz Uniwersytecie we Fryburgu Bryzgowijskim. W stopniu doktora wykładał na Seminarium w Nysie oraz Wydziale Teologicznym Uniwersytetu Opolskiego. Święcenia kapłańskie przyjął w 1981 roku. Habilitował się w 2005 na Uniwersytecie Wrocławskim (propozycja Bernharda Weltego na tle sporu o pojęcie doświadczenia fenomenologicznego). Specjalizuje się w filozofii religii. Jest adiunktem Katedry Filozofii Systematycznej i Historii Filozofii Wydziału Teologicznego Uniwersytetu Opolskiego.
Był inicjatorem powstania Stowarzyszenia Miłośników Ziemi Gogolińskiej (2004).
W 2009 otrzymał "Karolinkę" - Honorową Nagrodę Ziemi Gogolińskiej, za promowanie regionu w europejskich kręgach naukowych i opiniotwórczych, dydaktykę oraz starania na rzecz rozwoju mniejszości niemieckiej.

## Wybrane publikacje
- Doświadczenie Boga : propozycja Bernharda Weltego na tle sporu o pojęcie doświadczenia fenomenologicznego (2004) ISBN 83-88939-79-3,
- Edyta Stein. Filozof i świadek epoki (1997) ISBN 83-86865-54-7,
- Das Verständnis von Erfahrung bei Franz Rosenzweig (1992).